# Miguel Ángel Rodríguez Bajón
Pour les articles homonymes, voir Bajón.
Miguel Ángel Rodríguez Bajón (/miˈɣɛl ˈãŋxɛl roˈðɾiɣɛð βaˈxõn/) est un homme politique espagnol né le 21 janvier 1964 à Valladolid. Il est membre du Parti populaire (PP).

## Vie privée
Miguel Ángel Rodríguez Bajón, mieux connu comme Miguel Ángel Rodríguez ou MAR (selon ses initiales), naît le 21 janvier 1964 à Valladolid,.

## Proche de José Maríaz Aznar

### Collaborateur à Valladolid
Initialement journaliste pour El Norte de Castilla, il est recruté par José María Aznar quand celui-ci devient président de la Junte de Castille-et-León en 1987 et adhère au Parti populaire (PP) en 1995. Il appartient donc au « clan de Valladolid », un groupe de proches d'Aznar ayant participé à sa campagne victorieuse en Castille-et-León.

### Député et secrétaire d'État
Il est élu député de Madrid lors des élections générales anticipées du 3 mars 1996, mais il démissionne du Congrès des députés le 10 mai suivant, deux jours après avoir été nommé secrétaire d'État à la Communication en conseil des ministres par le gouvernement Aznar,.
Devenu de fait le porte-parole du gouvernement, il démissionne le 11 juillet 1998, ces fonctions étant reprises de droit par Josep Piqué dans un objectif d'améliorer l'image de l'exécutif dans l'opinion publique, dégradée notamment du fait de certaines déclarations et erreurs commises par Rodríguez. Il quitte alors la vie politique.

## Collaborateur d'Isabel Díaz Ayuso
Plus de 20 ans plus tard, en janvier 2019, il est recruté par Isabel Díaz Ayuso, candidate du PP à la présidence de la Communauté de Madrid, en tant que consultant en communication pour sa campagne, marquant la réconciliation entre le courant d'Aznar et le reste du parti. Lors du conseil de gouvernement du 21 janvier 2020, il est nommé directeur de cabinet de la présidence de la communauté de Madrid par Isabel Díaz Ayuso, provoquant de fortes critiques de la part de Ciudadanos — partenaire de coalition du Parti populaire — en raison des critiques féroces et des remarques acerbes émises par Miguel Ángel Rodríguez à leur encontre sur les réseaux sociaux.